# Agroterrorisme
L'agroterrorisme est une forme de terrorisme qui prend pour cible les productions agricoles. Restreint au bioterrorisme anti-cultures et à l'emploi d'armes biologiques contre des végétaux (bien qu'incluant également le bioterrorisme anti-bétail), le concept peut être défini comme l'utilisation délibérée et malveillante de bioagresseurs (agents phytopathogènes ou insectes phytophages) par un individu, une organisation ou un État, dans le but de provoquer des dommages aux plantes (cultures, arbres, denrées agricoles) ou d'affecter l'emploi qui pourrait en être fait (production, commercialisation, transformation, consommation).
En 2010, on ne comptait aucun cas avéré d'agroterrorisme.

## Historique
Pendant la Guerre froide, les États-Unis et l'URSS ont tous deux financé des programmes de lutte microbiologique pouvant viser l'agriculture de pays ennemis; l'abandon de ces programmes est constaté parallèlement à la signature de la Convention sur l'interdiction des armes biologiques. L'utilisation d'Agent Orange pendant la guerre du Viêt Nam, destiné à détruire la jungle et les ressources alimentaires du Viêt-cong, a été considéré comme un écocide.
Dans les années 1990 ont également été menés des programmes ciblant le pavot et la coca afin de lutter contre les narcotrafiquants, ces programmes n'ont jamais été mis en œuvre.
Aucun cas avéré d'usage d'agroterrorisme n'est connu. L'introduction de la chrysomèle des racines du maïs en Europe a parfois été qualifiée comme telle mais sans aucune preuve sérieuse.

## Perception du risque
L'étude et la protection contre l'agroterrorisme ont connu un regain d'intérêt à la fin des années 1990. La réalité et l'importance de la menace sont cependant débattues dans la communauté scientifique.
L'agroterrorisme a cependant pu servir de prétexte pour d'autres motifs : cette perspective a pu être utilisée aux États-Unis pour renforcer son système d'épidémiovigilance ou pour imposer des règles avantageuses sur les importations agricoles. Un autre exemple de perception erronée du risque d'attaque agroterroriste est donné par l'envoi à grande échelle en 2020 de colis non sollicités de graines expédiées de Chine à des foyers principalement américains ; il s'agissait en fait d'un type particulier d'arnaque aux plateformes de vente en ligne, le brushing.
En tout état de cause, étant donné le caractère hasardeux de la diffusion de maladies et la présence d'institutions de veille sanitaire, l'agroterrorisme peut difficilement être considérée comme une « arme du pauvre ».